# ABC Supply Company A.J. Foyt 225 2005
ABC Supply Company A.J. Foyt 225 2005 var ett race som var den tionde deltävlingen i IndyCar Series 2005. Racet kördes den 24 juli, och Sam Hornish Jr. tog sin andra seger för säsongen. Tack vare vinsten tog han sig upp på andra plats i mästerskapet, där Dan Wheldon alltjämt dominerade.

## Slutresultat
| Plats | Förare             | Team                     | Grid | Kvaltid |
| ----- | ------------------ | ------------------------ | ---- | ------- |
| 1     | Sam Hornish Jr.    | Marlboro Team Penske     | 1    | 21,456  |
| 2     | Dario Franchitti   | Andretti Green Racing    | 8    | 21,930  |
| 3     | Tomas Scheckter    | Panther Racing           | 3    | 21,621  |
| 4     | Tony Kanaan        | Andretti Green Racing    | 9    | 22,068  |
| 5     | Dan Wheldon        | Andretti Green Racing    | 4    | 21,678  |
| 6     | Bryan Herta        | Andretti Green Racing    | 12   | 22,196  |
| 7     | Patrick Carpentier | Cheever Racing           | 14   | 22,229  |
| 8     | Alex Barron        | Cheever Racing           | 7    | 21,900  |
| 9     | Vitor Meira        | Rahal Letterman Racing   | 11   | 22,159  |
| 10    | Scott Sharp        | Fernández Racing         | 13   | 22,197  |
| 11    | Kosuke Matsuura    | Fernández Racing         | 20   | 22,719  |
| 12    | Ed Carpenter       | Vision Racing            | 16   | 22,296  |
| 13    | Scott Dixon        | Chip Ganassi Racing      | 18   | 22,501  |
| 14    | Jimmy Kite         | Hemelgarn Racing         | 17   | 22,411  |
| 15    | Roger Yasukawa     | Dreyer & Reinbold Racing | 10   | 22,100  |
| 16    | Hélio Castroneves  | Marlboro Team Penske     | 2    | 21,466  |
| 17    | Buddy Rice         | Rahal Letterman Racing   | 15   | 22,293  |
| 18    | Buddy Lazier       | Panther Racing           | 5    | 21,683  |
| 19    | Danica Patrick     | Rahal Letterman Racing   | 6    | 21,837  |
| 20    | Darren Manning     | Chip Ganassi Racing      | 21   | -       |
| 21    | A.J. Foyt IV       | A.J. Foyt Enterprises    | 19   | 22,554  |
| 22    | Ryan Briscoe       | Chip Ganassi Racing      | 22   | -       |